# Deux-Acren
Deux-Acren (nld. Twee-Akren) – dzielnica (section) miasta Lessines w Belgii, w Regionie Walońskim, w prowincji Hainaut, w okręgu Ath. 1 stycznia 2020 roku liczyła 1652 mieszkańców. Do 31 grudnia 1976 samodzielna gmina.

## Demografia
Liczba mieszkańców, stan na 1 stycznia:
| Rok                | 1910 | 1930 | 1947 | 1961 | 2020 |
| ------------------ | ---- | ---- | ---- | ---- | ---- |
| Liczba mieszkańców | 4156 | 4234 | 4177 | 3839 | 1652 |

## Transport
Przez teren dzielnicy przebiega droga regionalna N42.